# شهانه حاجی‌اوا
شهانه حاجی‌اوا (ترکی آذربایجانی: Şəhanə Hacıyeva; ۶ ژوئیهٔ ۲۰۰۰ –) جودوکار پارالمپیک اهل جمهوری آذربایجان است. وی در وزن ۴۸ کیلوگرم در بخش زنان در بازی‌های پارالمپیک تابستانی ۲۰۲۰ در توکیو، پایتخت کشور ژاپن موفق به کسب مقام اول شد.
شهانه حاجی‌اوا در روز ۶ ماه ژوئیه سال ۲۰۰۰ در شهر سومقایجان زاده شد. وی اصالتاً از شهرک سلطان‌لی شهرستان جبرئیل جمهوری آذربایجان است.

## جایزه
بنابر دستور الهام علی‌اف،  رئیس  جمهور آذربایجان، به تاریخ ۶ سپتامبر سال ۲۰۲۱، از شهانه حاجی‌اوا در پاس دست‌آوردهایش در بازی‌های پارالمپیک تابستانی ۲۰۲۰ و خدمتاش به پیشرفت ورزش آذربایجان با اهدای نشان برای خدمت به میهن درجه یک تقدیر شد.